# Bulbul de Finlayson
El bulbul de Finlayson (Pycnonotus finlaysoni) és una espècie d'ocell de la família dels picnonòtids (Pycnonotidae). Es troba a Cambodja, Xina, Laos, Malàisia, Myanmar, Tailàndia i Vietnam. Els seus hàbitats principals són els boscos tropicals i subtropicals de frondoses humits de les terres baixes i de l'estatge montà, els matollars secs i humits tropicals i subtropicals, les zones riberenques, les terres llaurades, les pastures, les plantacions, els jardins rurals i les àrees forestals fortament degradades. El seu estat de conservació es considera de risc mínim.
L'epítet específic finlaysoni fa referència al cirurgià i naturalista escocès George Finlayson (1790-1823).